# Paulo Celso Dias do Nascimento
Dom Paulo Celso Dias do Nascimento (Lagarto, 14 de abril de 1963) é um bispo católico brasileiro. É bispo da Diocese de Itaguaí.
Foi ordenado sacerdote em 13 de maio de 1989.
Foi nomeado titular de Aguntum e Bispo-auxiliar da Arquidiocese de São Sebastião do Rio de Janeiro.
Recebeu a Ordenação Episcopal no dia 06 de janeiro de 2018 na Catedral Metropolitana.
Teve como ordenante principal o Cardeal Arcebispo do Rio de Janeiro Dom Orani João Tempesta, OCist e co-ordenantes Dom João José Costa, Arcebispo de Aracaju e Dulcênio Fontes de Matos, bispo de Campina Grande, na Paraíba.
Foi bispo referencial para a Pastoral da Saúde na Arquidiocese de São Sebastião do Rio 

de Janeiro.
No dia 19 de abril de 2023 foi nomeado pelo Papa Francisco para a diocese de Itaguaí, tendo tomado posse no dia 10 de junho.